# موريل جورج
موريل جورج (بالإنجليزية: Muriel George)‏ هي مغنية وممثلة بريطانية (وحملت سابقاً جنسية المملكة المتحدة لبريطانيا العظمى وأيرلندا)، ولدت في 29 أغسطس 1883 بلندن في المملكة المتحدة، وتوفيت في 22 أكتوبر 1965 في المملكة المتحدة.

## وصلات خارجية
- موريل جورج على موقع IMDb (الإنجليزية)
- موريل جورج على موقع قاعدة بيانات الفيلم (الإنجليزية)